# 溝尻房蔵
溝尻 房蔵（みぞじり ふさぞう、1883年（明治16年）9月1日 - 1969年（昭和44年）8月18日）は、京都府竹野郡浜詰村磯（現在の京都府京丹後市網野町）出身の光学研究者。世界初とされる太陽炉を発明した。溝尻光学工業所の創業者。

## 生涯

### 磯村に育つ

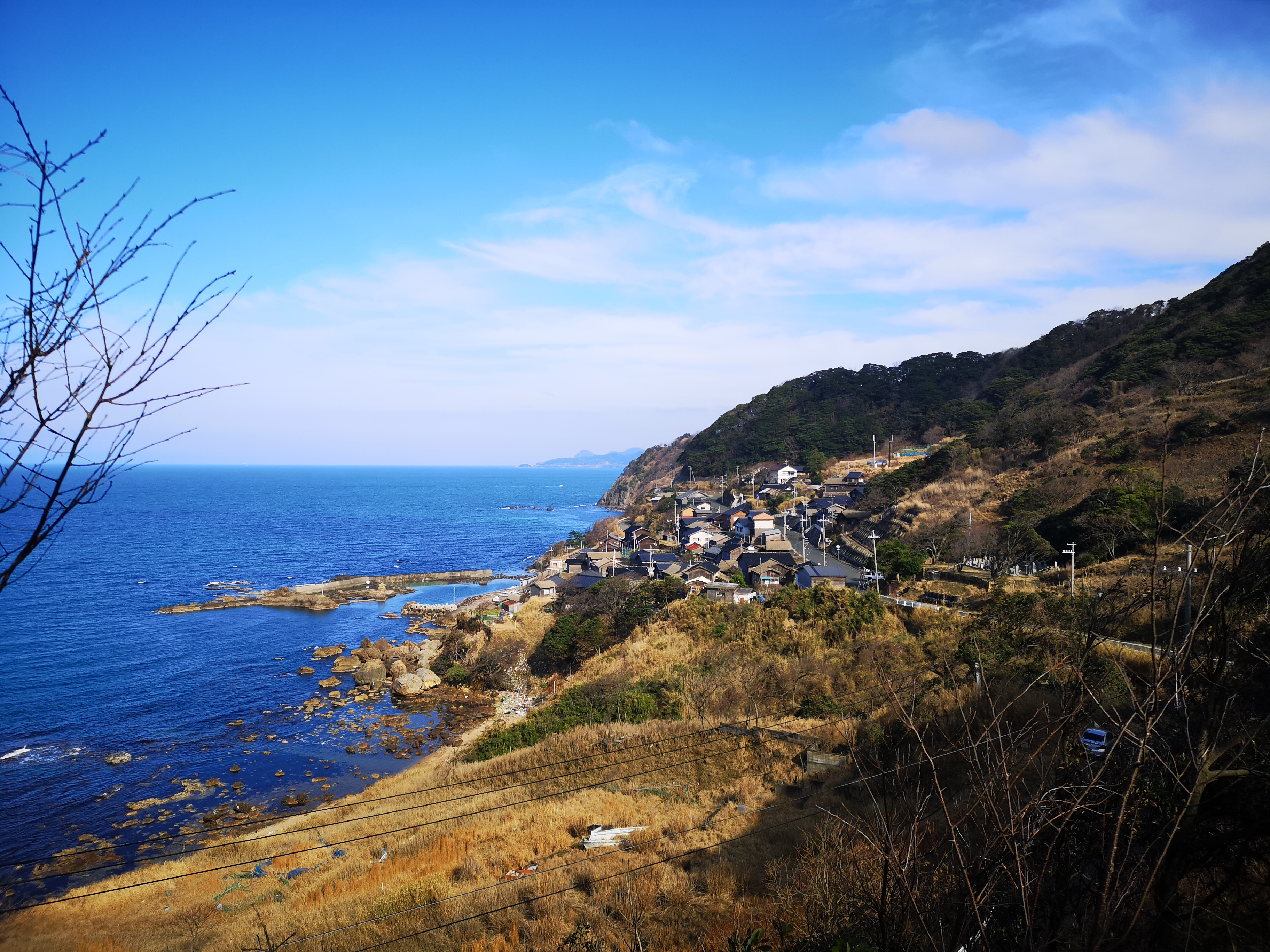
溝尻房蔵の生まれ育った磯地区

溝尻房蔵は、1883年（明治16年）9月1日、船大工の溝尻満吉の三男として、京都府竹野郡浜詰村磯（現在の京丹後市網野町磯）に生まれた。父は溝尻が幼いころに早世し、母は病弱であったため十分に働くことができず、暮らしぶりは極めて貧しく、溝尻の妹は乳離れしたばかりで養女に出されたという。溝尻は家を手伝いながら小学校を卒業した。
困窮する家庭事情から、溝尻が高等教育を受けることは不可能と思われたが、当時の磯小学校で学務委員をしていた井元勇次郎はその才を惜しみ、磯区の集会にはかって、学校貸付金制度を設立。学校改築費に相当する奨学金制度を設け、その返済を出世払いとして、溝尻に30円を支給した。これにより、溝尻は京都府立宮津水産講習所の一期生として進学することができ、1901年（明治34年）に18歳で製造科を卒業した。卒業に際し、臨時の京都府知事であった大森鐘一より賞状と記念品を授与される優等な成績を収めたという。
その後は東京築地の水産缶詰機械製造所に住み込み、家事手伝いをしながら、東京物理学校の夜間部に通った。その後、農商務省水産課に務める。働きながらの学びは、1904年（明治37年）6月、母重病の知らせにより中断することとなる。溝尻は帰郷して、母の看病に専念し、一時は病状が回復するも、翌1905年（明治37年）8月、母は帰らぬ人となった。

### 研究者への道
母の没後、溝尻は約1年間郷里に留まり、宮津水産講習所で兵站品の缶詰製造の仕事に就いた。そんな折、プレス器でできた缶の内側が反射する太陽光に着目した溝尻は、1907年（明治40年）に24歳でふたたび上京すると、東京物理学校に復学、農商務省にも復職して、これを研究テーマとした。
1909年（明治42年）に東京物理学校師範化科を卒業。1911年（明治44年）に舞鶴海軍造兵部の電気工場で働くなかで、反射鏡に関する研究に没頭し、1916年（大正5年）5月、当時世界一の反射鏡と謳われたサーチライトの発明により、海軍大臣の表彰や叙勲、昭和天皇の視察を受けるに至る。この年、溝尻はキリスト教に入信した。
1919年（大正8年）、海軍を退官すると、日本光機工業株式会社に入社し、技師、第三工場長を務めながら、海軍の委託したガラスの研究に没頭する。1923年（大正12年）には自宅を新築してガラス屋根の温室のような実験室を作り、1925年（大正14年）5月にはついに会社を辞め、溝尻光学工業所を創業した。
1927年（昭和2年）、後藤新平の後押しを受けて、自ら「フレキシブルミラー」と名付けた可撓牲反射鏡による太陽熱の集熱装置を試作し、東京や京都の博覧会場に出展する。これが、世界初の太陽炉であった。
1932年（昭和17年）に59歳で会社経営を後継者に託した後も、溝尻は社の相談役となり研究を続けたが、1945年（昭和20年）5月に会社自宅ともに空襲を受け、研究設備の一切を失った。9月には郷里である浜詰村に疎開し、海岸の京都府立第一高等女学校の臨海学舎の一部を借りて居住した。

### 研究者として
1947年（昭和22年）5月、再び上京した溝尻は、東京大学の構内に溝尻研究所を設立する。翌1948年（昭和23年）には文部省の補助金を受けてフレキシブルミラーを応用した太陽熱補足装置の研究を再開し、1953年（昭和28年）、サーチライトの開発に関する功績で海上保安庁から表彰を受けた。
1955年（昭和30年）10月、72歳の折に、アメリカから招聘を受け、第一回太陽エネルギー世界会議に出席。滞米中に信仰を通じてアメリカ人と親交を深め、ロサンゼルスの教会で「神の国と太陽エネルギー」と題する講演をおこなった。研究への意欲は晩年も衰えることなく、フレキシブルミラーを応用したテレビアンテナの改良などのテーマで、たびたび通産省などの関係機関と連絡をとりあっていたという。
溝尻は1969年（昭和44年）8月18日、東京の自宅において、88歳で世を去った。

## 人物

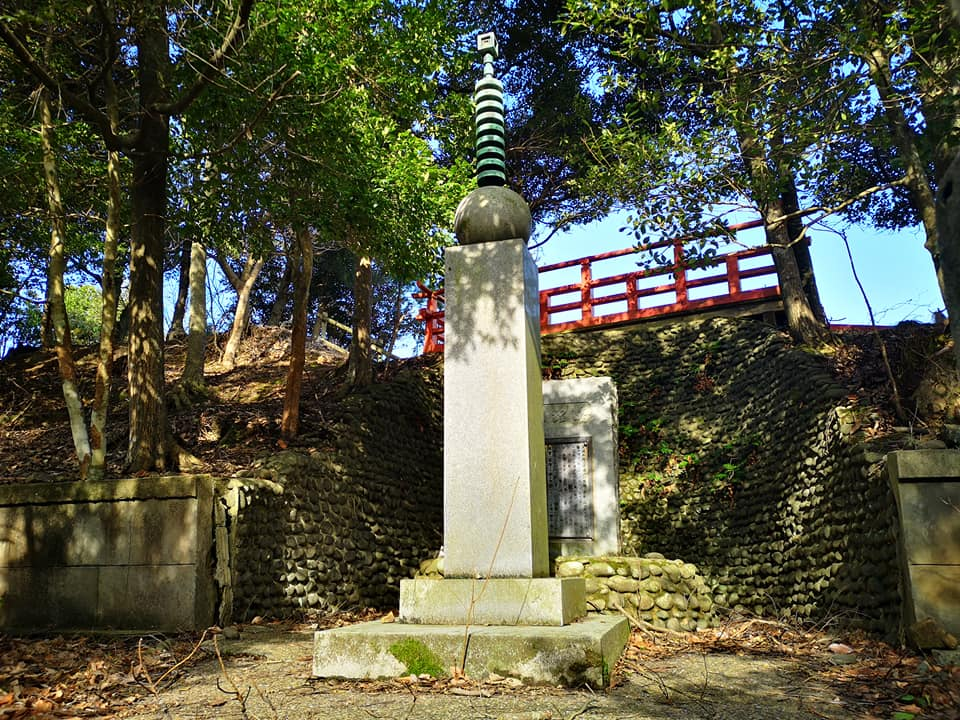
郷里・磯に整備された光潤乃杜に建つ顕彰碑

発明家・企業人として成功を収める一方で、溝尻は母校である磯小学校に「溝尻奨学賞」を設けて後輩の児童を激励した。この奨学賞は1929年（昭和4年）から、溝尻が戦火で資産のすべてを失う第二次世界大戦末期の1944年（昭和19年）頃まで、約15年間続けられた。
溝尻は、終戦後も、磯小学校で講話をおこなったり、学校図書の充実や浜詰小学校の校門、浜詰村の施設建設等に多額の寄付を贈るなど、母校の教育支援を中心に郷土に大きく貢献した。
その功績をたたえ、磯の静神社の裏手の林に、「光潤乃杜」がある。

## 著作
- 「大型拠物鏡の性能に應ずる製造方法の發見に就て」（1924年）一般社団法人照明学会『照明学会雑誌』第8巻4號
- 「大型拠物鏡の性能に應ずる製造方法の發見に就て」（1925年）一般社団法人照明学会『照明学会雑誌』第9巻1號
- 「太陽熱に就て」（1927年）一般社団法人照明学会『照明学会雑誌』第11巻3號